# Grupo Aéreo Naval de Yokohama
El Grupo Aéreo Naval de Yokohama (横浜海軍航空隊, Yokohama Kaigun Kōkūtai) fue una unidad de guarnición de aeronaves y bases aéreas del Servicio Aéreo de la Armada Imperial Japonesa durante la campaña del Pacífico de la Segunda Guerra Mundial.

## Historia
El Grupo Aéreo Naval de Yokohama se formó en Yokohama, en Japón, el 1 de octubre de 1936 como una unidad de patrulla equipada con seis hidroaviones Hiro H4H Tipo-91 . El 1 de diciembre de 1941 fue reequipado con 24 hidroaviones Kawanishi H6K Tipo 97 y asignado para apoyar las operaciones de la 4.ª Flota de la Armada Imperial Japonesa en el Pacífico central como parte de la 24.ª Flotilla Aérea.

### Operaciones en la Isla Wake
Inmediatamente después del ataque a Pearl Harbor y el comienzo de las hostilidades contra los Estados Unidos, las fuerzas japonesas intentaron apoderarse de la isla Wake, ubicada estratégicamente. Los intentos iniciales de aterrizaje japoneses fueron repelidos por los defensores del Cuerpo de Marines de los Estados Unidos de la isla antes de que las tropas japonesas pudieran aterrizar, con la pérdida de los destructores japoneses Kisaragi y Hayate. En respuesta, los japoneses enviaron dos Kawanishi H6K en un vuelo de reconocimiento desde su base de operaciones avanzada en Majuro, llegando a Wake a las 05:00 horas del 12 de diciembre. Cada avión lanzó cuatro bombas de 250 kg y doce de 60 kg, pero una fue derribada por un Grumman F4F Wildcat.
Esta misión fue seguida por una segunda salida nocturna de diez Kawanishi H6K lanzados desde Wotje, de los cuales la mitad retrocedió debido a varias dificultades mecánicas antes de alcanzar su objetivo. Los cinco aviones restantes bombardearon Wake sin éxito, con daños limitados por la mala visibilidad.
El 15 de diciembre, se intentó una tercera salida con siete Kawanishi H6K lanzados desde Wotje, de los cuales seis alcanzaron sus objetivos a las 17.30 horas, arrojando cada uno cuatro bombas de 250 kg y doce de 60 kg y regresando a Wotje sin pérdidas. Una misión final fue realizada por ocho aviones el 18 de diciembre, llegando a Wake a las 17:52 y lanzando un total de cinco bombas de 250 kg y setenta y ocho de 60 kg, encontrando poca oposición. La Isla Wake se rindió a Japón el 23 de diciembre.

### Operaciones en el suroeste del Pacífico
El 14 de febrero de 1942, un destacamento de siete Kawanishi H6K fue enviado a Rabaul, en Nueva Bretaña, y asignado a la 25.ª Flotilla Aérea, donde realizaron misiones de reconocimiento y bombardeo en apoyo de las ofensivas japonesas en Papúa Nueva Guinea y las Islas Salomón. El 1 de abril de 1942, la unidad ganó doce hidroaviones de combate 2 Nakajima A6M2-N Tipo 2, que tenían la tarea de defender las bases japonesas en la misma área de los bombardeos aliados del 2 de junio de 1942. El Grupo Aéreo Naval de Yokohama también estableció pequeños destacamentos en avance bases en Buin y las islas Shortland, así como un gran destacamento en Tulagi en mayo de 1942. Todo estuvo tranquilo durante el mes de junio. El 9 de julio, los cazas de la unidad interceptaron dos bombarderos B-24 Liberator en una misión de reconocimiento y derribaron uno de ellos. A esto le siguió el derribo exitoso de un B-17 Flying Fortress de la USAAF el 17 de julio y nuevamente el 23 de julio, pero con la pérdida de un caza A6M2-N.
El 1 de agosto, en un enfrentamiento importante, seis cazas A6M2-N interceptaron un vuelo de siete B-17, dañaron tres pero no pudieron derribar ningún avión. A esto le siguieron doce enfrentamientos separados al día siguiente, con ambas partes reclamando victorias no confirmadas.
Durante la batalla de Tulagi y Gavutu-Tanambogo el 7 de agosto, aviones del portaaviones USS Wasp (CV-7) bombardearon en picado instalaciones japonesas en Tulagi, Gavutu, Tanambogo y las islas Florida y ametrallaron y destruyeron 15 hidroaviones del grupo de Yokohama que estaban en fondeaderos cerca de las islas. Varios de los hidroaviones estaban calentando sus motores en preparación para el despegue y se perdieron con sus tripulaciones y gran parte de su personal de apoyo. Los supervivientes, comandados por el capitán Shigetoshi Miyazaki, se unieron al destacamento de la 3.ª Fuerza Naval Especial de Kure y lucharon como infantería hasta que fueron aniquilados.
El 1 de octubre de 1942, el resto de la unidad que no había sido desplegada en Tulagi regresó a Japón y fue reequipada con dieciséis hidroaviones Kawanishi H8K Tipo 2. El 1 de noviembre de 1942, la unidad voladora fue renombrada como el 801.º Grupo Aéreo.